# Dominic Nguyễn Văn Mạnh
Dominic Nguyễn Văn Mạnh (ur. 12 sierpnia 1955 w Cần Thơ) – wietnamski duchowny rzymskokatolicki, od 2019 biskup Ðà Lạt.

## Życiorys
Święcenia kapłańskie otrzymał 29 maja 1994 i uzyskał inkardynację do diecezji Đà Lạt. Przez kilka lat pracował jako wikariusz, a w latach 2003–2009 odbył w Rzymie studia specjalistyczne z prawa kanonicznego. Po powrocie do kraju objął stanowisko wikariusza sądowego diecezji.
8 kwietnia 2017 otrzymał nominację na biskupa koadiutora Đà Lạt. Sakry biskupiej udzielił mu 31 maja 2017 ówczesny zwierzchnik tej diecezji, bp Antoine Vũ Huy Chương. 14 września 2019 zastąpił bp. Vũ Huy Chươnga na stolicy biskupiej.